# Mario Garba
Mario Garba (* 13. Februar 1977 in Sisak) ist ein ehemaliger kroatischer Fußballspieler.

## Karriere
Garba begann seine Karriere 1995 bei NK TŠK Topolovac. 2002 wechselte er zum Erstligisten NK Kamen Ingrad Velika. 2003 wechselte er zum Zweitligisten HNK Segesta Sisak. Sommer 2004 wechselte er zum japanischen Erstligisten Cerezo Osaka. 2005 kehrte er nach Kroatien zurück. Danach spielte er beim Zweitligisten HNK Segesta Sisak, NK Croatia Sesvete, NK Hrvatski dragovoljac, NK Imotski und Međimurje Čakovec.